# Trijntje Oosterhuis
Judith Katrijntje (Trijntje) Oosterhuis (Amsterdam, 5 februari 1973) is een Nederlandse zangeres. Ze brak in de jaren negentig door met haar broer Tjeerd Oosterhuis als Total Touch. Later is zij met veel succes een solocarrière begonnen. Ze is coach geweest bij The voice of Holland en It Takes 2. Van 2012 tot en met 2017 maakte Oosterhuis deel uit van de gelegenheidsformatie Ladies of Soul. In 2015 was ze de Nederlandse deelnemer aan het Eurovisiesongfestival. In The Passion 2021 speelde zij de rol van Maria.

## Biografie
Oosterhuis is een dochter van de theoloog en uitgetreden priester Huub Oosterhuis. Al jong zette zij haar eerste schreden op het muzikale pad. Als kind speelde ze samen met haar broer Tjeerd in de kindermusical Wordt er in de ruimte ook gelezen? van Marjan Berk.

### Total Touch
Samen met haar broer Tjeerd formeerde Oosterhuis de band Total Touch, waarmee ze een muzikale mix brachten van 80's, soul, 90's, R&B, funk, pop en dance. De band ontstond in de jaren tachtig, in de tijd dat broer en zus nog tieners waren. Ze wilden allebei een baan als muzikant. De samenstelling van Total Touch veranderde in de jaren voor zijn doorbraak diverse malen, maar broer en zus Oosterhuis waren altijd degenen die groep levend hielden. 
In 1991 won de band de eerste prijs in de categorie muziek tijdens de finale van Kunstbende. En dat jaar stond de band in de schijnwerpers tijdens de Grote Prijs van Nederland (twee liedjes werden uitgebracht op een promotie-uitgave: Finalisten De Grote Prijs van Nederland 1991). Doordat de band wekelijks optredens verzorgde in het Amsterdamse café 'Naar Boven', kregen zij al snel een bekende naam in het Amsterdamse muziekcircuit.
In 1994 kreeg Oosterhuis de kans om met saxofonist Candy Dulfer de wereld rond te toeren in het achtergrondkoor. De tournee had eigenlijk zes weken moeten duren, maar uiteindelijk werd er twee jaar in verschillende periodes rondgereisd. Het was een erg leerzame tijd voor Oosterhuis. In 1995 werkte Oosterhuis mee aan het succesnummer Ademnood van Linda, Roos & Jessica. Verder was het het jaar waarin Total Touch een platencontract kreeg aangeboden bij label BMG Music. Het titelloze debuutalbum van de band verscheen een jaar later. De eerste single Touch Me There werd door veel airplay op radio en tv een grote hit in de zomer van 1996.
Op 14 augustus 1996, tijdens de opening van de Amsterdam ArenA, zong Oosterhuis voor een publiek van 50.000 mensen en miljoenen tv-kijkers de door John Ewbank geschreven hymne De zee. Dit optreden resulteerde in een top 10-hit en enorm veel media-aandacht. In september verscheen de tweede Total Touch-single Somebody Else's Lover, die de groep de definitieve doorbraak in Nederland bezorgde. De single behaalde de derde plaats en werd met platina onderscheiden. 
Na diverse singlehits en een debuutalbum dat vijf maal met platina bekroond werd nam Total Touch in 1997 wat gas terug om zich toe te leggen op een nieuw album. Het debuutalbum is tot op heden het bestverkochte debuutalbum uit de Nederlandse popgeschiedenis. Ondertussen scoorde Oosterhuis een grote hit met het nummer Wereld zonder jou, een duet met Marco Borsato. 
April 1998 keerde Total Touch terug met het tweede album This way, waarvan de eerste single I'll say goodbye een grote hit werd. Het album behaalde tweemaal platina. Tevens scoorde Oosterhuis eind 1998 opnieuw een solohit met het nummer Vlieg met me mee, de titeltrack van de Nederlandse speelfilm Abeltje. Ondanks het grote succes in Nederland, bleek Total Touch internationaal maar geen voet aan de grond te krijgen. De frustratie daarover leidde tot een tijdelijke breuk tussen Oosterhuis en haar broer Tjeerd in het voorjaar van 1999. Na een korte bezinningsperiode werd de vrede weer getekend.

### Solo

#### 2001 - 2004
Terwijl haar broer Tjeerd ging werken aan nieuw materiaal, deed Oosterhuis enkele soloprojecten. Zo zong ze aan de zijde van jazzpianist Herbie Hancock op het 24ste North Sea Jazz Festival. Ook nam ze deel aan de muziektournee Marlboro Flashbacks, waarbij ze zich stortte op het oeuvre van Stevie Wonder, een persoonlijke favoriet van de zangeres. Hiervan verscheen een liveregistratie op cd, genaamd For once in my life. Dit album behaalde de platinastatus. Ondertussen ontving Total Touch de Gouden Vedel van de Vereniging van Dansschooleigenaren en een Alcas Award, een prijs voor de populairste achtergrondmuziek.
In 2001 besloten Oosterhuis en haar broer om vooralsnog Total Touch als band op te heffen. Oosterhuis reisde op 5 mei per helikopter langs verschillende bevrijdingsfestivals in Nederland. In het najaar startte ze een solotournee langs de theaters. Op het Rotterdamse Dunya-festival zong Oosterhuis een duet met rai-zanger Khaled. Op dinsdag 28 januari 2002 was Oosterhuis een van de acts tijdens het feestje in de Amsterdam ArenA ter gelegenheid van het huwelijk van kroonprins Willem-Alexander en Máxima Zorreguieta. In maart 2002 deed Oosterhuis met Michiel Borstlap een theatertournee in Nederland. Op Koninginnedag van datzelfde jaar gaf de Britse popgroep Queen een verrassingsoptreden op het Museumplein. Oosterhuis zong tijdens dat optreden de afsluiter We are the champions. Bij EMI tekende ze dat jaar een contract voor meerdere soloalbums.
Het eerste echte soloalbum van de zangeres verscheen onder de titel Trijntje Oosterhuis in maart 2003 bij EMI Music, met de eerste single Free als voorloper in februari. Het album bevatte bijdragen van onder anderen haar broer Tjeerd, John Ewbank, James Hallawell (producer van Wet Wet Wet) en de componist Blair MacKichan. De zangeres maakte tevens een exclusief nummer voor de benefiet-cd Hoop! Peace Songs Voor War Child, die op 2 mei verscheen. Het nummer In this together is sinds de opening op 19 juni 2002 te horen in de voorshow van de attractie PandaDroom in de Efteling.
Rond diezelfde periode verschenen er bij BMG een verzamel-cd en dvd van Total Touch. Om haar soloalbum te promoten ging Oosterhuis ook weer op tournee langs de Nederlandse theaters. Tijdens deze tournee werd Oosterhuis begeleid door Allan Eshuijs (achtergrondzang/toetsen), Lodewijk van Gorp (achtergrondzang/saxofoon), Jasmin Tusjadia (achtergrondzang), Cyril Directie (drums), Ronald Kool (toetsen), Aram Kersbergen (basgitaar) en Ulco Bed (gitaar). De tickets verkochten goed en het album werd rond Kerstmis met goud bekroond. Naast Free werden van het album de nummers What about us, It's you I need en Don't say that you love me als singles uitgebracht.
Naar aanleiding van de geboorte van prinses Catharina-Amalia op zondag 7 december bracht Oosterhuis samen met Carel Kraayenhof en violiste Janine Jansen het door John Ewbank geschreven lied Nu dat jij er bent uit. De opbrengsten van de single kwamen geheel ten goede aan het kinderfonds van Jantje Beton. In februari 2004 kreeg Oosterhuis de Gouden Harp. De jury prees haar zangkwaliteiten, maar ook het feit dat ze zelf haar liedjes schrijft, zowel tekst als muziek. Het was de tweede Harp die Oosterhuis kreeg. In 1997 won ze al de Zilveren Harp. Begin 2004 tekende de zangeres een platencontract bij het Amerikaanse jazzlabel Blue Note. Er werd vervolgens een nieuw livealbum van de zangeres uitgebracht: Strange fruit - een registratie uit 2003 van liedjes van Billie Holiday en George Gershwin, gespeeld samen met het Amsterdam Sinfonietta en de Houdini's. Twee weken na verschijning behaalde het album al de gouden status, later behaalde het ook de platina status.
Rond diezelfde periode maakte de zangeres opnieuw een theatertournee, deze keer met een wat meer akoestische setting. Van een van de concerten werden in april in Club Panama in Amsterdam opnames gemaakt voor een live-dvd. In de zomermaanden ging Oosterhuis met zwangerschapsverlof en beviel in september van een zoontje. In november werd de dvd A thousand days - Live & acoustic uitgebracht door EMI Music. Oosterhuis sloot het jaar af met het uitbrengen van een kerstsingle: Merry Christmas baby, samen met saxofoniste Candy Dulfer. Het nummer werd, samen met een kerstsong van zangeres Do, uitgebracht door radiozender Sky Radio en behaalde de zevende plaats in de Top 40.

#### 2005 - 2008
Op 1 januari 2005 werkte Oosterhuis mee aan de benefietsingle Als je iets kan doen van Artiesten Voor Azië. Het nummer kwam kort na verschijning nieuw binnen op de eerste plaats van de Top 40. De opbrengsten van het nummer kwamen geheel ten goede aan de slachtoffers van de zeebeving in Azië van Kerstmis 2004. Tijdens een landelijke inzameldag voor de ramp trad de zangeres op tijdens een speciaal evenement van TMF en 538 op de Dam in Amsterdam. Hierna legde Oosterhuis zich toe op het maken van een nieuwe studioplaat. Het nieuwe album werd geheel bij haar thuis - in haar eigen studio - in Amsterdam opgenomen en afgemonteerd. Hierdoor viel het werk als artiest en het moederschap nog beter te combineren. Het album verscheen in september en droeg de titel See you as I do. De titeltrack werd verkozen als eerste single van het album en werd een bescheiden hit. Eind november maakte de zangeres haar comeback op het podium met twee uitverkochte concerten in de Heineken Music Hall in Amsterdam. Ook werd het album rond diezelfde tijd met een gouden plaat bekroond. In december verscheen de tweede single van het album: My angel.

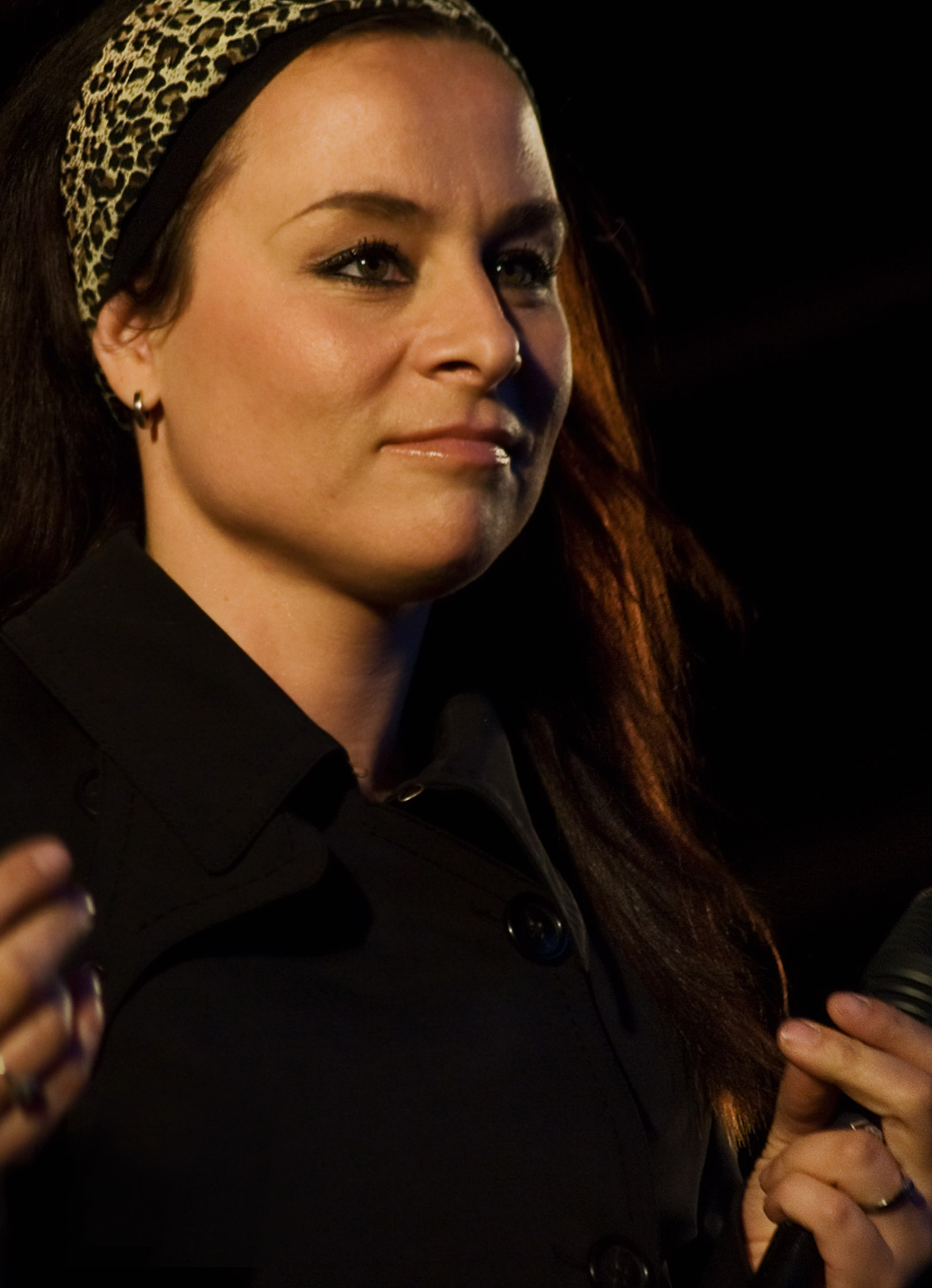
Trijntje Oosterhuis in 2007

Vanaf februari 2006 toerde Oosterhuis weer langs de Nederlandse theaters met een avondvullende show. De zanger Julian Thomas ging met haar mee als support act. Tevens maakte de zangeres in februari haar tweede zwangerschap bekend. Op 31 juli werd haar tweede kind geboren, opnieuw een zoon. Hierna legde Oosterhuis zich toe op de realisatie van een nieuw jazzalbum voor het contract bij het label Blue Note. Samen met het Metropole Orkest nam zij 14 liedjes op uit het repertoire van Burt Bacharach. Onder de titel The look of love werd dit album in november 2006 uitgebracht. Tijdens de cd-presentatie in het Beatrix Theater in Utrecht mocht de zangeres meteen al een platina plaat in ontvangst nemen voor de verkoop van 70.000 exemplaren. In de week nadat het album was uitgekomen, kwam het vanuit het niets binnen op de eerste plaats van de Album Top 100. In december hield Oosterhuis samen met het Metropole Orkest een kersttournee door het land waarin de nummers van het nieuwe album centraal stonden.
Door het grote succes van The look of love gaf Oosterhuis in april 2007 twee concerten in de Heineken Music Hall met het Metropole Orkest. Centraal stonden de nummers van The look of love, maar ook speelde ze enkele nummers van Burt Bacharach die niet op het album staan. De concerten waren uitverkocht.
In de zomer van 2007 trok Oosterhuis met haar eigen band weer langs verschillende festivals en optredens in Nederland. In november werd bekendgemaakt dat begin december 2007 Who'll speak for love, een tweede album met liedjes van Burt Bacharach, zou verschijnen. Bacharach schreef samen met Tim Rice (tekstschrijver van o.a. Evita, Aida) de titeltrack en Oosterhuis was de eerste vertolker van het nummer. Opnieuw werkten dezelfde grote namen, o.a. het Metropole Orkest, mee aan de plaat. Het album kwam op nummer 2 binnen in de Album Top 100.
Rond die tijd trok Oosterhuis samen met Leonardo Amuedo langs de theaters in Nederland. In een geheel akoestische bezetting zong Oosterhuis oude en nieuwe nummers.
Begin 2008 sloot Oosterhuis haar theatertournee af samen met gitarist Peter Tiehuis. Door de opnames van Who'll speak for love moesten een aantal speeldata van de theatertour verzet worden. Leonardo Amuedo, afkomstig uit Brazilië, kon hier niet meer bij zijn, zodoende nam Peter Tiehuis de begeleiding voor zijn rekening. Daarnaast speelde Oosterhuis in het voorjaar samen met haar band in Japan in verschillende Blue Note-clubs naar aanleiding van de twee songbooks van Burt Bacharach.
Van 30 mei tot en met 1 juni stond Oosterhuis drie avonden in een uitverkocht Carré in Amsterdam, samen met haar band. Nummers van de albums The look of love en Who'll speak for love stonden deze avond centraal. Eind juni verscheen het album Ken je mij, live en akoestisch in De Rode Hoed op cd en dvd. Deze liveregistratie van haar laatste theatertour met Leonardo Amuedo was half maart 2008 opgenomen in De Rode Hoed in Amsterdam. Het album stond na drie weken op nummer 9 in de albumlijst.
In juli verscheen het nummer Face in the crowd, een duet met Lionel Richie. De aanleiding vormde de geplande concerten van 6, 7 en 9 september in het GelreDome in Arnhem, waar Oosterhuis samen met Lionel Richie en Candy Dulfer optrad in het kader van Symphonica in Rosso. In november 2008 ontving ze in Muziekcentrum Frits Philips in Eindhoven een Edison Jazz Award voor het album Who'll speak for love.

#### 2009 - 2012

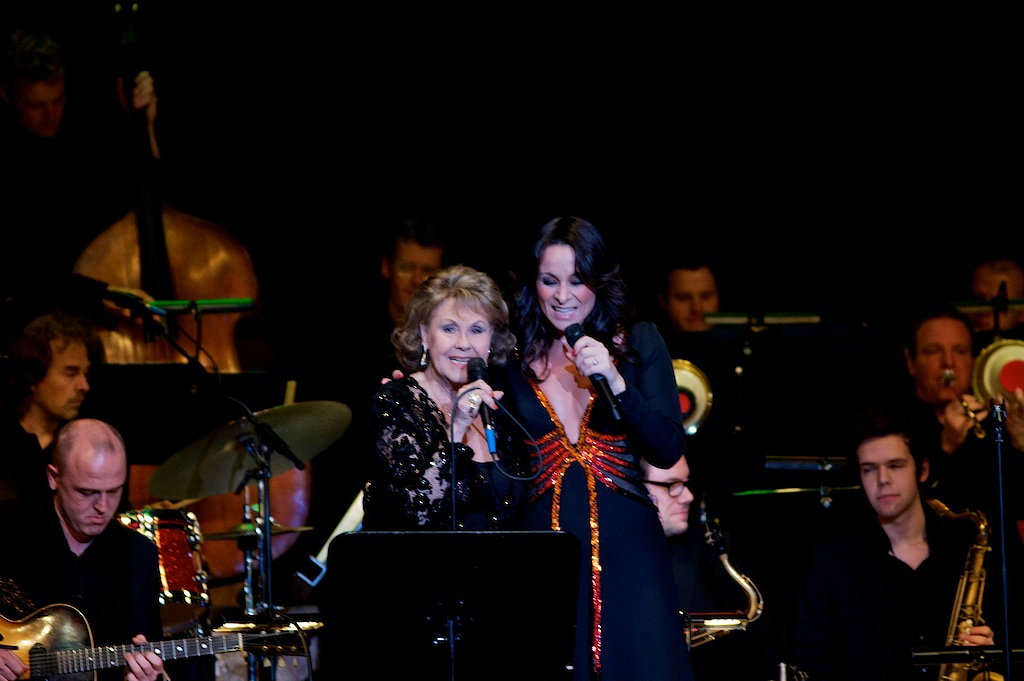
Trijntje Oosterhuis samen met Rita Reys in 2009

Naar aanleiding van het overlijden van popster Michael Jackson in 2009, begon Oosterhuis met gitarist Leonardo Amuedo en producer Keith John met het opnemen van Michael Jackson-liedjes in haar eigen tuinhuis met studio. De opnames waren in eerst instantie niet voor uitgave bedoeld, maar het label van de zangeres vond het repertoire te goed om op de plank te laten liggen, wat leidde tot het eind 2009 uitbrengen van het album Never can say goodbye, dat de gouden status behaalde. Hierna werkte de zangeres in New York aan een nieuw studioalbum met daarop minder bekende soulklassiekers. In de zomer van 2010 begon zij wederom met plaatopnamen in haar tuinhuis, dit keer voor een kerstalbum en opnieuw met gitarist Leonardo Amuedo en producer Keith John. Het album verscheen onder de titel This is the season in november 2010 en bevatte een selectie van Oosterhuis' favoriete kerstklassiekers. Tevens volgde er rond diezelfde periode een theatertournee die liep tot en met april 2011. In januari 2011 onderging de zangeres een operatie aan haar stembanden omdat klachten daaraan maar bleven opduiken. Direct hierna werd Sundays in New York gelanceerd, een album met soulklassiekers, opgenomen in de VS in de zomer van 2010 met het Clayton-Hamilton Jazz Orchestra. Het album werd op zaterdag 15 januari gratis verspreid via het Algemeen Dagblad in een eenmalige oplage van 750.000 exemplaren. Sundays in New York werd twee maanden later alsnog uitgegeven voor alle platenzaken in het land met ander artwork en extra tracks. Op 16 januari 2012 werd bekendgemaakt dat Oosterhuis Angela Groothuizen opvolgde als coach in het derde seizoen van The voice of Holland. Kort hierna plaatste zangeres Anouk een filmpje op Facebook waarin ze zingend te zien was met Oosterhuis. Direct ontstond het gerucht dat de twee een duet opgenomen zouden hebben voor Oosterhuis' nieuwste plaat. Dit gerucht was onjuist, maar Anouk had wel nummers voor de zangeres geschreven. Het project verscheen begin april onder de titel Wrecks we adore, met het nummer Happiness als leadsingle. Naast Anouk werkte Oosterhuis voor dit album samen met de Zweedse producers Tore Johansson en Martin Gjerstad. Een week na de verschijning kwam Wrecks we adore binnen op de eerste plaats van de Album Top 100.

#### 2013 - 2018
In 2014 werd Oosterhuis door AVROTROS geselecteerd om Nederland te vertegenwoordigen op het Eurovisiesongfestival 2015 in Wenen. Tijdens de repetities voor de show viel de zangeres vooral op door een gewaagde 'scheurjurk' te dragen, wat breed werd uitgemeten in de Nederlandse media. Uiteindelijk koos ze ervoor een broekpak aan te trekken. De zwangere Oosterhuis, die aantrad met het door Anouk geschreven liedje Walk along, viel in de halve finale af. Na afloop van het festival werd ze wel uitgeroepen tot winnaar van de Barbara Dex Award, een prijs die wordt toegekend aan de slechtst geklede artiest.
In 2016 maakte Oosterhuis een toer langs diverse theaters en kerken met haar programma A Christmas evening with Trijntje, waarin zij vooral soul ten gehore bracht. Ook gaf zij namens Nederland de punten tijdens de finale van het Eurovisiesongfestival 2016. Oosterhuis was van 2016 tot en met 2019 te zien als coach in het zangprogramma It Takes 2. In het eerste seizoen werd deze show gewonnen door Jan Versteegh, die door Oosterhuis werd gecoacht. In april 2017 maakte Oosterhuis via een interview in het Algemeen Dagblad bekend zich volledig te gaan toeleggen op het zingen van Nederlandstalige nummers en daarmee in september op tournee te gaan. Op 15 september 2017 kwam Trijntje's eerste Nederlandstalige plaat uit. Leven van de liefde bevat covers van nummers die Oosterhuis aan het hart liggen. In juni 2017 werd bekend dat Oosterhuis na 5 jaar stopt met de Ladies of Soul; ze wil zich meer richten op haar solocarrière en haar gezin.

#### 2018 - 2019
In 2018 was Oosterhuis gastartiest tijdens Holland zingt Hazes en bij De Toppers in de Johan Cruijff ArenA. Ook deed ze mee aan de Beste Zangers en de Bridge to Liberation Experience in Arnhem. In september 2018 kondigde Oosterhuis een concert in de Ziggo Dome aan ter gelegenheid van haar 25 jaar jubileum als zangeres. 21 maart 2019 werd bekendgemaakt dat het concert volledig was uitverkocht. Op 9 november 2018 bracht Oosterhuis het album Mensen veel geluk uit. Ter promotie gaf ze een concert in een uitverkocht Koninklijk Theater Carré ter gelegenheid van de 85ste verjaardag van haar vader Huub Oosterhuis die de liedteksten schreef. 
Oosterhuis was in 2019 als jurylid te zien in het SBS6-programma DanceSing. De winnares, Sherefa Yorks, mocht optreden tijdens het 25-jarige jubileum van Oosterhuis in een uitverkochte Ziggo Dome. 
Op 21 maart 2019 verscheen de single Dit is voor mij als voorbode van het gelijknamige album dat op 7 juni uitkwam. Het album is geproduceerd door Jett Rebel en bevat samenwerkingen met diverse bevriende collega's waaronder Diggy Dex, Alain Clark en Henny Vrienten. Ter promotie gaf Oosterhuis meerdere speciale optredens en speelde ze op diverse festivals waaronder het gerenommeerde North Sea Jazz in juli 2019 waarvoor ze ditmaal gevraagd was door Burt Bacharach. In het najaar volgde een clubtour.

#### 2020 - heden
Op 9 april 2020 zou Oosterhuis de rol van Maria hebben vertolkt tijdens The Passion. Deze editie van het festijn werd echter afgelast vanwege de coronacrisis. In de zomer van 2020 was Oosterhuis te zien als jurylid in het SBS6-programma We Want More. en gaf ze een reeks akoestische livestreamconcerten. Eind 2020 bracht Oosterhuis voor het eerst sinds lange tijd weer een Engelstalig album uit; Wonderful Christmastime was opgenomen met het Jazz Orchestra of the Concertgebouw en bevatte covers van kerstklassiekers uit heden en verleden waaronder het door Paul McCartney geschreven titelnummer. In 2021 volgde een nieuw album met liedjes van Burt Bacharach getiteld Everchanging Times. 
Oosterhuis deed in 2023 mee aan het televisieprogramma Serious Christmas. In 2024 deed ze samen met Janice Blok mee aan het televisieprogramma That's My Jam. In datzelfde jaar zong ze samen met haar zoons Jonas en Marijn in het televisieprogramma DNA Singers.

### Unicef
Oosterhuis heeft sinds februari 2004 haar naam aan Unicef verbonden. Zij werkt mee aan diverse fondsenwervende en voorlichtende activiteiten van Unicef Nederland. Zo is ze naar Benin geweest om daar de gevolgen van kinderhandel te bekijken en heeft ze in Marokko een aantal onderwijsprojecten bezocht.

### The voice of Holland
Oosterhuis was drie seizoenen actief als coach in het televisieprogramma The voice of Holland. Ze begon in het derde seizoen als opvolgster van Angela Groothuizen, die de eerste twee seizoenen coach was. De andere coaches waren Marco Borsato, Nick & Simon en VanVelzen. Op 14 december 2012 won Leona Philippo, met Oosterhuis als coach. Daarnaast was Philippo ook achtergrondzangeres van Oosterhuis.
Ook in het vierde en het vijfde seizoen was Oosterhuis coach bij The voice of Holland. In het zesde seizoen keerde ze niet terug, in verband met haar deelname aan het Eurovisiesongfestival.

### Privé
Oosterhuis heeft uit haar eerste huwelijk twee zoons. Sinds 2012 heeft ze een nieuwe relatie. In 2015 kreeg ze een dochter.

## Prijzen
Oosterhuis heeft drie Edisons gewonnen: in 1998 voor 'Beste single' (voor Wereld zonder jou), in 2005 voor 'Beste zangeres' (voor Strange fruit) en in 2013 voor 'Beste zangeres' (voor Wrecks we adore). Ook heeft zij drie jaar op rij de TMF Award gewonnen voor beste zangeres van Nederland. Andere genomineerden waren Ilse de Lange en Anouk. Oosterhuis heeft ook onder andere een Zilveren Harp en een Gouden Harp gewonnen. Met Total Touch heeft zij ook diverse prijzen gewonnen, zoals een TMF Award voor beste popgroep.
In december 2008 werd arrangeur en orkestleider Vince Mendoza genomineerd voor een Grammy Award in de categorie "Best Instrumental Arrangement accompanying vocalist(s)" met Oosterhuis' nummer Alfie, afkomstig van het album "Burt Bacharach Songbook: The Look of Love". Mendoza won de prijs echter niet.

## Discografie

### Albums
| Album met eventuele hitnotering(en) in de Nederlandse Album Top 100 | Datum van verschijnen | Datum van binnenkomst | Hoogste positie | Aantal weken | Opmerkingen                                       |
| ------------------------------------------------------------------- | --------------------- | --------------------- | --------------- | ------------ | ------------------------------------------------- |
| For Once in My Life - Live                                          | 1999                  | 11-12-1999            | 25              | 14           | Livealbum / Nummers van Stevie Wonder             |
| Best of Total Touch & Trijntje Oosterhuis                           | 2003                  | 15-02-2003            | 13              | 22           | met Total Touch / Verzamelalbum                   |
| Trijntje Oosterhuis                                                 | 2003                  | 22-03-2003            | 3               | 54           |                                                   |
| Strange Fruit                                                       | 2004                  | 24-01-2004            | 2               | 54           |                                                   |
| See You As I Do                                                     | 2005                  | 10-09-2005            | 5               | 30           |                                                   |
| The Look of Love - Burt Bacharach Songbook                          | 2006                  | 25-11-2006            | 1(6wk)          | 58           | met Het Metropole Orkest                          |
| Who'll Speak for Love - Burt Bacharach Songbook II                  | 2007                  | 08-12-2007            | 2               | 36           | met Het Metropole Orkest                          |
| Ken je mij - Live en akoestisch in De Rode Hoed                     | 20-06-2008            | 28-06-2008            | 8               | 36           | met Leonardo Amuedo / Livealbum                   |
| Best of Burt Bacharach Live                                         | 27-11-2009            | 05-12-2009            | 52              | 13           | met Het Metropole Orkest / Livealbum              |
| Never Can Say Goodbye                                               | 04-12-2009            | 12-12-2009            | 2               | 12           | met Leonardo Amuedo / Nummers van Michael Jackson |
| This Is the Season                                                  | 19-11-2010            | 27-11-2010            | 2               | 6            | Goud                                              |
| Sundays in New York                                                 | 11-03-2011            | 19-03-2011            | 22              | 10           | met Clayton-Hamilton Jazz Orchestra               |
| We've Only Just Begun                                               | 02-12-2011            | 10-12-2011            | 19              | 12           | Verzamelalbum                                     |
| Wrecks we Adore                                                     | 11-04-2012            | 21-04-2012            | 1(2wk)          | 49           | Goud                                              |
| Live at the Ziggo Dome 2014                                         | 2014                  | 19-04-2014            | 2               | 41           | als onderdeel van Ladies of Soul                  |
| Collected                                                           | 2015                  | 02-05-2015            | 21              | 5            | Verzamelalbum                                     |
| Walk along                                                          | 2015                  | 23-05-2015            | 6               | 6            |                                                   |
| Leven van de liefde                                                 | 23-09-2017            | 23-09-2017            | 7               | 9            |                                                   |
| Christmas Evening with Trijntje Oosterhuis                          | 2017                  | 16-12-2017            | 53              | 1            |                                                   |
| Mensen veel geluk                                                   | 2018                  | 17-11-2018            | 11              | 5            |                                                   |
| Dit is voor mij                                                     | 2019                  | 15-06-2019            | 6               | 2            |                                                   |
| Wonderful Christmastime                                             | 2020                  | 05-12-2020            | 16              | 5            | met Jazz Orchestra of the Concertgebouw           |
| Everchanging Times - Burt Bacharach Songbook III                    | 2021                  | 04-12-2021            | 42              | 1            | met Het Metropole Orkest                          |
| Trijntje zingt Vrienten met Vrienten                                | 2023                  | 04-02-2023            | 42              | 2            | met Het Residentie Orkest Den Haag                |

| Album met hitnotering(en) in de Vlaamse Ultratop 200 albums | Datum van verschijnen | Datum van binnenkomst | Hoogste positie | Aantal weken | Opmerkingen                         |
| ----------------------------------------------------------- | --------------------- | --------------------- | --------------- | ------------ | ----------------------------------- |
| The Look of Love - Burt Bacharach Songbook                  | 2006                  | 17-03-2007            | 27              | 11           | met Het Metropole Orkest            |
| Sundays in New York                                         | 2011                  | 26-03-2011            | 97              | 1            | met Clayton-Hamilton Jazz Orchestra |
| Walk along                                                  | 2015                  | 30-05-2015            | 195             | 1            |                                     |
| Leven van de liefde                                         | 2017                  | 23-09-2017            | 123             | 1            |                                     |

### Singles
| Single met eventuele hitnotering(en) in de Nederlandse Top 40 | Datum van verschijnen | Datum van binnenkomst | Hoogste positie | Aantal weken | Opmerkingen |
| ------------------------------------------------------------- | --------------------- | --------------------- | --------------- | ------------ | --- |
| De zee (Het officiële thema van de Amsterdam ArenA)           | 1996                  | 31-08-1996            | 7               | 9            | Nr. 8 in de Mega Top 50 |
| Wereld zonder jou                                             | 1997                  | 28-06-1997            | 3               | 20           | met Marco Borsato / Nr. 3 in de Mega Top 100 / Alarmschijf                                                                   |
| Vlieg met me mee (het avontuur)                               | 1998                  | 05-12-1998            | 18              | 13           | uit Abeltje / Nr. 16 in de Mega Top 100                                                                                      |
| Free                                                          | 2003                  | 01-03-2003            | tip8            | -            | Nr. 42 in de Mega Top 50 / B2B Top 100                                                                                       |
| What about Us                                                 | 2003                  | 02-08-2003            | 23              | 5            | Nr. 18 in de Mega Top 50 / B2B Top 100                                                                                       |
| It's You I Need                                               | 2003                  | -                     |                 |              | Nr. 99 in de Mega Top 50 / B2B Top 100                                                                                       |
| Nu dat jij er bent                                            | 2003                  | 27-12-2003            | 14              | 8            | met Carel Kraayenhof & Janine Jansen / Ode bij geboorte van prinses Catharina-Amalia / Nr. 4 in de Mega Top 50 / B2B Top 100 |
| Don't Say That You Love Me                                    | 2004                  | -                     |                 |              | Nr. 28 in de Single Top 100                                                                                                  |
| Merry Christmas Baby                                          | 2004                  | 25-12-2004            | 6               | 2            | met Candy Dulfer / Nr. 4 in de Single Top 100                                                                                |
| Als je iets kan doen                                          | 2005                  | 15-01-2005            | 1(4wk)          | 9            | Als onderdeel van Artiesten voor Azië / Nr. 1 in de Single Top 100 / Alarmschijf / Best verkochte single van 2005            |
| See You As I Do                                               | 2005                  | 03-09-2005            | 28              | 6            | Nr. 40 in de Single Top 100                                                                                                  |
| My Angel                                                      | 2005                  | -                     |                 |              | Nr. 78 in de Single Top 100                                                                                                  |
| Where Is the Love?                                            | 2006                  | -                     |                 |              | met Raul Midón / Nr. 57 in de Single Top 100                                                                                 |
| Do You Know the Way to San José?                              | 2006                  | -                     |                 |              | met Het Metropole Orkest / Nr. 38 in de Single Top 100                                                                       |
| That's What Friends Are For                                   | 2007                  | -                     |                 |              | met Het Metropole Orkest / Nr. 90 in de Single Top 100                                                                       |
| Face in the Crowd                                             | 2008                  | 02-08-2008            | 9               | 12           | met Lionel Richie / Nr. 3 in de Single Top 100                                                                               |
| Brief aan jou                                                 | 2010                  | 22-05-2010            | 30              | 5            | met The Opposites / Nr. 10 in de Single Top 100                                                                              |
| Bloed gabbers                                                 | 2011                  | 22-10-2011            | tip3            | -            | met Lange Frans / Nr. 58 in de Single Top 100                                                                                |
| Wereldwijd orkest                                             | 2011                  | 03-12-2011            | 12              | 4            | Als onderdeel van Diverse artiesten / met Het Metropole Orkest & Vince Mendoza / Nr. 1 in de Single Top 100                  |
| Happiness                                                     | 2012                  | 14-04-2012            | 21              | 4            | Nr. 23 in de Single Top 100                                                                                                  |
| Knocked Out                                                   | 2012                  | 15-09-2012            | 15              | 14           | Nr. 15 in de Single Top 100                                                                                                  |
| Koningslied                                                   | 19-04-2013            | 27-04-2013            | 2               | 4            | als onderdeel van Nationaal Comité Inhuldiging / Nr. 1 in de Single Top 100                                                  |
| Ik zou het zo weer overdoen                                   | 2013                  | 23-11-2013            | 3               | 9            | met Marco Borsato / Nr. 1 in de Single Top 100                                                                               |
| Walk along                                                    | 12-12-2014            | 20-12-2014            | 35              | 5            | inzending Eurovisiesongfestival 2015 / Nr. 7 in de Single Top 100 / Alarmschijf                                              |
| Ken je mij                                                    | 2015                  | 04-04-2015            | tip17           | -            | Nr. 20 in de Single Top 100                                                                                                  |

| Single met hitnotering(en) in de Vlaamse Ultratop 50 | Datum van verschijnen | Datum van binnenkomst | Hoogste positie | Aantal weken | Opmerkingen                                    |
| ---------------------------------------------------- | --------------------- | --------------------- | --------------- | ------------ | ---------------------------------------------- |
| Wereld zonder jou                                    | 1997                  | 26-07-1997            | tip17           | -            | met Marco Borsato                              |
| Koningslied                                          | 2013                  | 11-05-2013            | 41              | 1            | als onderdeel van Nationaal Comité Inhuldiging |
| Ik zou het zo weer overdoen                          | 2013                  | 16-11-2013            | 30              | 2            | met Marco Borsato                              |
| Walk along                                           | 2015                  | 23-05-2015            | tip53           | -            | inzending Eurovisiesongfestival 2015           |
| Dit is voor mij                                      | 2019                  | 20-04-2019            | tip22           | -            |                                                |

### NPO Radio 2 Top 2000
| Nummers met noteringen in de NPO Radio 2 Top 2000         | '99 | '00 | '01 | '02 | '03 | '04 | '05  | '06 | '07  | '08  | '09  | '10  | '11  | '12  | '13  | '14  | '15  | '16-'17 | '18  | '19  | '20  |
| --------------------------------------------------------- | --- | --- | --- | --- | --- | --- | ---- | --- | ---- | ---- | ---- | ---- | ---- | ---- | ---- | ---- | ---- | ------- | ---- | ---- | ---- |
| Better think twice                                        | ×   | ×   | ×   | ×   | ×   | ×   | ×    | ×   | ×    | ×    | ×    | ×    | ×    | 1275 | -    | -    | -    | -       | -    | -    | -    |
| De zee                                                    | -   | -   | -   | -   | -   | -   | -    | 499 | 716  | 1144 | 820  | 748  | 960  | 1102 | 1500 | 1578 | 1742 | -       | -    | -    | -    |
| Do You Know the Way to San Jose                           | ×   | ×   | ×   | ×   | ×   | ×   | ×    | ×   | 1221 | -    | 1952 | 1798 | -    | -    | -    | -    | -    | -       | -    | -    | -    |
| Face in the Crowd (met Lionel Richie)                     | ×   | ×   | ×   | ×   | ×   | ×   | ×    | ×   | ×    | -    | 1562 | 1252 | 1304 | 1510 | 1967 | -    | -    | -       | -    | -    | -    |
| Ik zou het zo weer overdoen (met Marco Borsato)           | ×   | ×   | ×   | ×   | ×   | ×   | ×    | ×   | ×    | ×    | ×    | ×    | ×    | ×    | -    | 1187 | 1570 | -       | -    | -    | -    |
| Knocked out                                               | ×   | ×   | ×   | ×   | ×   | ×   | ×    | ×   | ×    | ×    | ×    | ×    | ×    | 489  | 1448 | -    | -    | -       | -    | -    | -    |
| Nu dat jij er bent (met Carel Kraayenhof & Janine Jansen) | ×   | ×   | ×   | ×   | -   | -   | 1389 | 738 | 1236 | 1433 | 1813 | 1699 | 1663 | 1992 | -    | -    | -    | -       | -    | -    | -    |
| That's What Friends Are For                               | ×   | ×   | ×   | ×   | ×   | ×   | ×    | ×   | 911  | -    | 1605 | 1535 | -    | -    | -    | -    | -    | -       | -    | -    | -    |
| Wereld zonder jou (met Marco Borsato)                     | 178 | 230 | 206 | 342 | 343 | 182 | 235  | 342 | 579  | 311  | 443  | 793  | 1099 | 1410 | 1023 | 1454 | 1517 | -       | 1132 | 1026 | 1520 |

1. ↑  Een '-' betekent dat het nummer niet was genoteerd, een '×' betekent dat het nummer nog niet was uitgebracht en een vetgedrukt getal geeft de hoogste notering van een nummer aan.
2. ↑  Deze tabel is bijgewerkt tot en met de laatste editie (2024).

### Dvd's
- 2004 - A thousand days - Live and unplugged
- 2008 - Ken je mij - Live en akoestisch in De Rode Hoed
- 2009 - Best of Burt Bacharach - Live met Metropole Orkest in de HMH

| Dvd's met hitnoteringen in de DVD Top 30  | Datum van verschijnen' | Datum van binnenkomst | Hoogste positie | Aantal weken | Opmerkingen     |
| ----------------------------------------- | ---------------------- | --------------------- | --------------- | ------------ | --------------- |
| Best of Total Touch & Trijntje Oosterhuis | 2003                   | 01-03-2003            | 11              | 4            | met Total Touch |
| A thousand days - Live and unplugged      | 2004                   | 09-10-2004            | 7               | 43           |                 |
| Ken je mij                                | 2008                   | 28-06-2008            | 3               | 13           |                 |